# Ballasttank

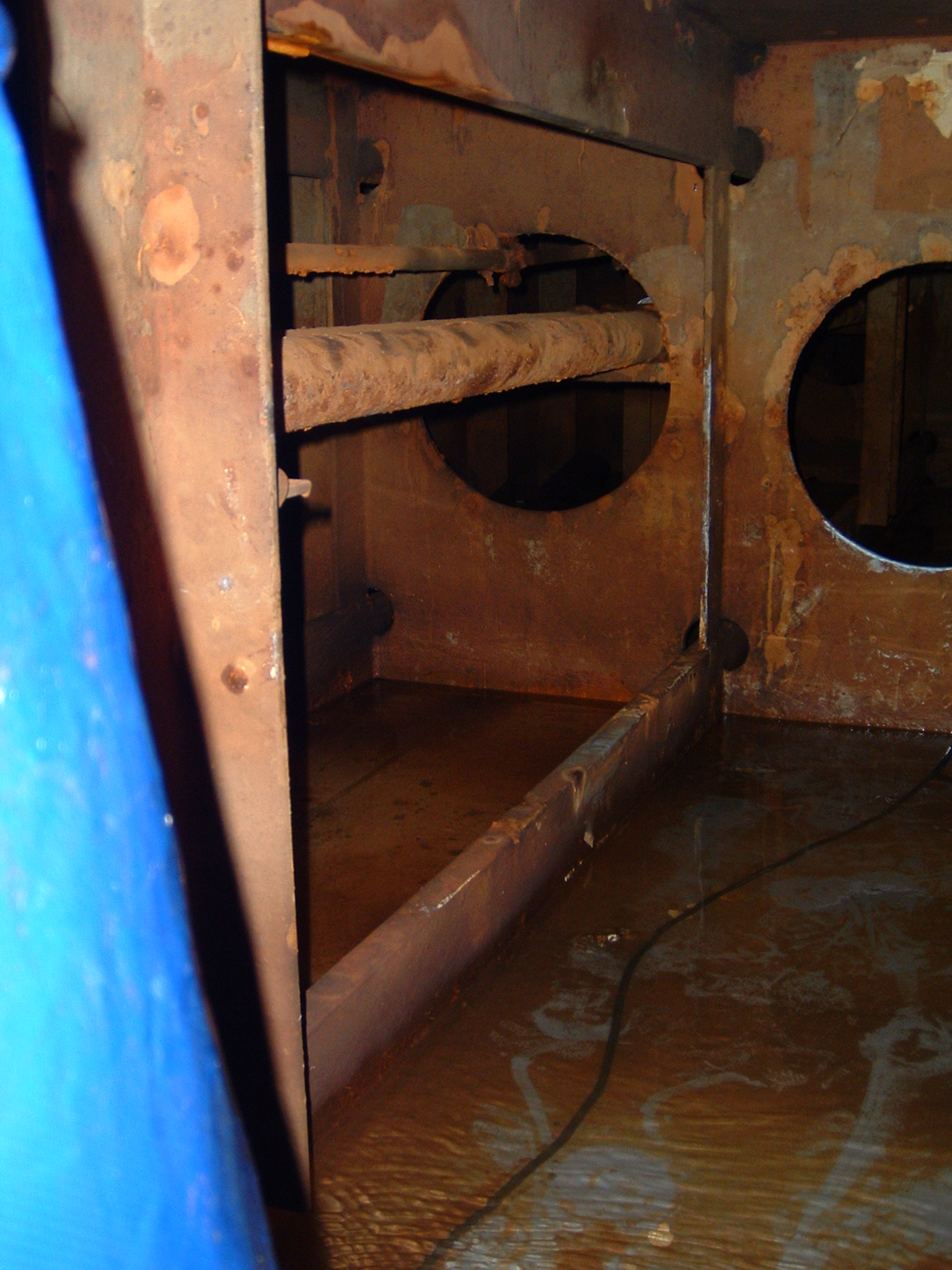
Een ballasttank.

Ballasttanks zorgen bij een vrachtschip voor voldoende stabiliteit en beperking van de krachten op de scheepsromp.

## Onderzeeërs
Een onderzeeër of onderzeeboot heeft een aantal ballasttanks voor het onderwater gaan of trimmen onder water.
De hoofdballasttanks zijn grote tanks die bovenwater varend met lucht zijn gevuld. Deze bevinden zich onder in de boot, staan aan de onderkant in open verbinding met het water, en zijn aan de bovenkant afgesloten met een vent (uitlaat). Door deze vent te openen ontsnapt de lucht en vult de tank zich met water. Hierdoor neemt de gemiddelde dichtheid van de boot toe. Wanneer deze groter is geworden dan die van het water zal de onderzeeboot onderwater gaan. Om weer bovenwater te komen wordt de vent gesloten en wordt het water met hogedruklucht uit de hoofdballasttank geperst.
Trimtanks zorgen ervoor dat de onderzeeboot onder water hetzelfde gewicht heeft als het water dat hij verplaatst, zodat deze in stilstand drijft noch zinkt. Daarnaast moet het water over de verschillende trimtanks zo zijn verdeeld dat de boot neutraal in het water ligt. Dat wil zeggen dat de boot niet vooroverhelt, waardoor de boot tijdens het varen daalt, of achteroverhelt, waardoor de boot tijdens het varen stijgt.
Het trimmen van een onderzeeboot is een continu proces. Zo zal het volume van de boot op grotere diepte kleiner worden door de waterdruk, wat moet worden gecompenseerd door water naar buiten te pompen. Ook verandert de soortelijke massa van het water steeds door verschillen in temperatuur en zoutgehalte. Om de boot in de zwevende toestand te houden zal water moeten worden ingenomen of worden uitgepompt.
Brandstoftanks van onderzeeërs bevatten diesel, die op zeewater drijft. Verbruikte diesel wordt aangevuld met (zwaarder) water. Tijdens de reis wordt de boot als geheel zwaarder door het verbruiken van diesel, aangezien de soortelijke massa van water groter is dan die van diesel. Ook dit moet met water in de trimtanks worden gecompenseerd.

## Milieu
Door het innemen van ballastwater aan het begin van een lange reis en het lozen ervan aan het eind ervan worden waterorganismen onbedoeld verplaatst naar gebieden waar ze het ecosysteem verstoren. Vooral organismen die in brak en zoet water leven worden op die manier over grote afstanden verplaatst door water waarin ze niet zouden kunnen overleven. De ballasttank geeft ze, als een aquarium, een omgeving waarin ze de reis kunnen overleven.
Het ministerie van Verkeer en Waterstaat schat dat er jaarlijks vier miljard ton ballastwater wordt verplaatst. Om de problemen van ballastwater bij de bron aan te pakken is er een ontwerpwedstrijd voor een ballastloos schip uitgeschreven. De minister heeft op 19 april 2004 deze prijs uitgereikt.